# 홍콩의 구의회
홍콩의 구의회(영어: District Council of the Hong Kong, 중국어: 香港區議會)는 홍콩의 18구를 대변하는 지역의회이다. 홍콩 특별행정구 정부 민정사무국의 감독 하에 설치되어 있다. 본래 영어명으로는 '디스트릭트 보드' (District boards)라는 명칭이었으나 1999년 지금의 이름으로 바뀌었으며, 한문 명칭은 '구의회' (區議會)로 동일하다.

## 역사
홍콩의 지역자치 기구로는 일찍이 1949년 설치된 가방회 (街坊會, Kaifong association)이 조직되어 있었다. 하지만 1960년대부터 이들 가방회가 더 이상 지역 대표 기구로 활동하지 않게 되면서 1968년 홍콩 정부 차원에서 최초의 지역행정기구가 설치된다. 이 기구는 각 구마다 사무소를 두었으며, 보건과 범죄근절 대책을 비롯한 지역 정책과 현안에 대해 행정지원을 댈 수 있도록 하였다. 특히 1967년 폭동 사태 이후로 세세한 민심을 수집하려는 목적도 지니고 있었다.
1970년대 초부터 시작된 지역사회 관여계획 (Community Involvement Plan)에 따라 홍콩섬과 가우룽 일대는 한 구역당 45,000명씩, 총 74개의 구역으로 분할되었다. 각각의 구역에는 '지역위원회'를 설치했는데 구청으로부터 임명된 스무 명의 의원으로 구성되었다. 이는 사상 처음으로 지역사회의 각계각층 의원으로 구성된 것이자, 홍콩 입법회의 비공무직 의원이 이끌게 된 사례였다. 지역위원회의 초창기 목적은 '클린 홍콩' (Clean Hong Kong) 운동을 위한 홍보물을 지역민에게 배포하려는 것이었으며 성공을 거뒀다.
홍콩 정부의 지역 참여와 영향력 증대를 위한 다음 단계는 1973년 6월 고층 주거지에 '상호지원위원회' (mutual aid committee)를 설치하는 것이었다. 홍콩 입법회에서 밝힌 상호지원위의 설립목적은 "청결이나 보안 같은 공통적 문제를 해결하기 위해 함께 나서는, 다층 건물에 같이 거주하는 책임 있는 시민들의 모임"이었지만, 실제로는 홍콩 정부가 엄격히 통제하는 기구였다. 홍콩 정부의 독려로 상호지원위원회는 민간 건물마다 속속 설치되면서 1973년 1,214곳이었던 위원회 수가 1980년 3,463곳으로 급격히 늘었다. 또 민간건물 외에도 공공 주택단지 (1980년 당시 800곳)나 산가이의 산업지대로도 확대되었다. 그 다음으로는 신가이의 여덟 구에 자문위원회를 설치하는 것으로, 1977년에는 췬완구 자문위원회가 처음 설치되었다. 이 자문위원회의 의원은 임명제였으며 기존의 도시지역기구보다 공식적으로 조직된 기구로서, 지역현안 자문과 문화복지 활동 시행 등을 맡았다.
마침내 1982년, 머레이 맥로즈 총독 집권 당시 구행정 계획안에 따라 구의회 (District Board, 區議會)가 처음 설치되었다. 구의회의 설립목적은 구(區) 차원의 행정 및 공공시설 제공에 있어 정부집행의 조직을 도모하는 것이었으며, 초창기에는 구 자문위원회의 역할을 고스란히 넘겨받았다. 자문위원회 시절까지만 해도 지명의원과 공무직으로만 구성되었지만 1982년 구의회로 바뀌고 나서부터는 선출직도 포함되었다. 마침 홍콩 입법회에서도 민주절차적 요소를 도입하려는 움직임이 일어나자, 홍콩 정부는 이 구의회 의원들을 간접 선출해 입법회를 구성하자는 안을 내놓기도 하였다. 실제로 1985년 입법회 의원 중 12인은 구의회의 선거인단 표결로 선출되었으며, 1988년과 1995년에도 동일하였다.

## 현황

### 기능
홍콩 구의회는 홍콩 정부 측에 지역현안에 관한 자문을 내릴 수 있는 권한을 지닌다. 구체적으로는 구민 복지 관련 사안, 구내 공공 시설과 서비스의 제공 및 이용, 정부 정책 시행에 있어 타당성과 우선권 논의, 지역 공공사업과 지역사회 활동을 위한 예산 배정 등이 해당된다.
여기에 홍콩 구의회는 정부로부터 배정받은 예산을 환경개선, 복지문화활동, 지역사회활동 등의 구정 (區政) 분야에 활용하게 된다.

### 의원
홍콩 구의회는 총 세 부류의 의원으로 구성된다.
- 직선제 의원: 홍콩 18구의 각 선거구에서 직접선거로 선출되는 의원이다. 이때 선거구 한 곳당 의원 1인을 뽑는 소선거구제를 실시한다. 2019년 기준으로 총 452명이 있다.
- 직무 의원: 산가이의 향토자치기구인 향사위원회 (鄉事委員會, 마을 사무 위원회) 의장을 역임하고 있는 의원들로, '당연의원' (當然議員)이라 부른다. 2019년 기준으로 총 27명이 있다.
  - 콰이칭구 (1석): 칭이 향사위원회
  - 췬완구 (2석): 췬완 향사위원회, 마완 향사위원회
  - 튄문구 (1석): 튄문 향사위원회
  - 윈롱구 (6석): 하촌 향사위원회, 핑산 향사위원회, 십팔향 향사위원회, 팔향 향사위원회, 캄틴 향사위원회, 산틴 향사위원회
  - 박구 (4석): 상수이 향사위원회, 판링 향사위원회, 사타우곡 향사위원회, 타구링 향사위원회
  - 다이보구 (2석): 다이보 향사위원회, 사이궁 북쪽 향사위원회
  - 사틴구 (1석): 사틴 향사위원회
  - 사이궁구 (2석): 사이궁 향사위원회, 항하우 향사위원회
  - 레이도구 (8석): 청차우 섬 향사위원회, 펭차우 섬 향사위원회, 퉁청 향사위원회, 타이오 향사위원회, 무이워 향사위원회, 란타우 섬 남구 향사위원회, 라마 섬 북구 향사위원회, 라마 섬 남쪽 향사위원회
- 임명 의원 (제11대 구의회부터 폐지): 홍콩 행정장관이 지명하는 의원이다. 최근에는 임명된 바가 없고, 가장 최근인 제10대 구의회에서는 총 68명이 있었다.

### 구의회

홍콩의 18구의회

홍콩 18구에는 각각 하나의 구의회가 설치되어, 총 18개의 홍콩 구의회가 존재하는데 그 목록은 다음과 같다. 이름 옆의 숫자는 우측 지도에 표시된 숫자다.
- 홍콩섬
  - 중사이구 (15)
  - 둥구 (16)
  - 남구 (17)
  - 완자이구 (18)
- 가우룽 (신가우룽)
  - 가우룽싱구 (10)
  - 군통구 (11)
  - 삼서이보구 (12)
  - 웡다이신구 (13)
  - 야우짐웡구 (14)
- 산가이 (신계)
  - 레이도구 (1)
  - 콰이칭구 (2)
  - 박구 (3)
  - 사이궁구 (4)
  - 사틴구 (5)
  - 다이보구 (6)
  - 췬완구 (7)
  - 튄문구 (8)
  - 윈롱구 (9)

|               | 홍콩섬 (4구)                       | 홍콩섬 (4구)                       | 홍콩섬 (4구)                       | 홍콩섬 (4구)                       | 가우룽 (5구)                       | 가우룽 (5구)                       | 가우룽 (5구)                       | 가우룽 (5구)                       | 가우룽 (5구)                       |
| ------------- | ---------------------------------- | ---------------------------------- | ---------------------------------- | ---------------------------------- | ---------------------------------- | ---------------------------------- | ---------------------------------- | ---------------------------------- | ---------------------------------- |
| 이름          | 중사이구                           | 완자이구                           | 둥구                               | 남구                               | 야우짐웡구                         | 삼서이보구                         | 가우룽싱구                         | 웡다이신구                         | 군통구                             |
| 의석수        | 15 (15석 지역구의원)               | 13 (13석 지역구의원)               | 35 (35석 지역구의원)               | 17 (17석 지역구의원)               | 20 (20석 지역구의원)               | 25 (25석 지역구의원)               | 25 (25석 지역구의원)               | 25 (25석 지역구의원)               | 40 (40석 지역구의원)               |
| 인구 (2016년) | 243,266                            | 180,123                            | 555,034                            | 274,994                            | 342,970                            | 405,869                            | 418,732                            | 425,235                            | 648,541                            |
|               | 산가이 (9구)                       |                                    |                                    |                                    |                                    |                                    |                                    |                                    |                                    |
| 이름          | 콰이칭구                           | 췬완구                             | 튄문구                             | 윈롱구                             | 박구                               | 다이보구                           | 사틴구                             | 사이궁구                           | 레이도구                           |
| 의석수        | 32 (31석 지역구의원, 1석 직무의원) | 21 (19석 지역구의원, 2석 직무의원) | 32 (31석 지역구의원, 1석 직무의원) | 45 (39석 지역구의원, 6석 직무의원) | 22 (18석 지역구의원, 4석 직무의원) | 21 (19석 지역구의원, 2석 직무의원) | 42 (41석 지역구의원, 1석 직무의원) | 31 (29석 지역구의원, 2석 직무의원) | 18 (10석 지역구의원, 8석 직무의원) |
| 인구 (2016년) | 520,572                            | 318,9716                           | 489,299                            | 614,178                            | 315,270                            | 303,926                            | 659,794                            | 461,864                            | 156,801                            |

### 역대 구의회
| 대수 | 임기                                           | 의장 선출방식               | 비공무직    | 비공무직  | 비공무직  | 비공무직    | 공무직 | 의원수 합계 |
| 대수 | 임기                                           | 의장 선출방식               | 지역구 의원 | 임명 의원 | 직무 의원 | 시의회 의원 | 공무직 | 의원수 합계 |
| ---- | ---------------------------------------------- | --------------------------- | ----------- | --------- | --------- | ----------- | ------ | ----------- |
| 1대  | 1982년 4월 1일 ~ 1985년 3월 31일               | 구청 임원                   | 132         | 134       | 27        | 30          | 167    | 490         |
| 2대  | 1985년 4월 1일 ~ 1988년 3월 31일               | 의원 중에서 선출            | 237         | 132       | 27        | 30          | —      | 426         |
| 3대  | 1988년 4월 1일 ~ 1991년 3월 31일               | 의원 중에서 선출            | 264         | 141       | 27        | 30          | —      | 462         |
| 4대  | 1991년 4월 1일 ~ 1994년 9월 30일               | 의원 중에서 선출            | 274         | 140       | 27        | —           | —      | 441         |
| 5대  | 1994년 10월 1일 ~ 1997년 6월 30일              | 의원 중에서 선출            | 346         | —         | 27        | —           | —      | 373         |
| 6대  | 1997년 7월 1일 ~ 1999년 12월 31일 (임시구의회) | 임시구의회 의원 중에서 선출 | —           | 469       | —         | —           | —      | 469         |
| 7대  | 2000년 1월 1일 ~ 2003년 12월 31일              | 의원 중에서 선출            | 390         | 102       | 27        | —           | —      | 519         |
| 8대  | 2004년 1월 1일 ~ 2007년 12월 31일              | 의원 중에서 선출            | 400         | 102       | 27        | —           | —      | 529         |
| 9대  | 2008년 1월 1일 ~ 2011년 12월 31일              | 의원 중에서 선출            | 405         | 102       | 27        | —           | —      | 534         |
| 10대 | 2012년 1월 1일 ~ 2015년 12월 31일              | 의원 중에서 선출            | 412         | 68        | 27        | —           | —      | 507         |
| 11대 | 2016년 1월 1일 ~ 2019년 12월 31일              | 의원 중에서 선출            | 431         | —         | 27        | —           | —      | 458         |
| 12대 | 2020년 1월 1일 ~ 2023년 12월 31일              | 의원 중에서 선출            | 452         | —         | 27        | —           | —      | 479         |

출처: Review of the Roles, Functions and Composition

## 같이 보기
- 홍콩의 행정 구역
- 홍콩의 정치
- 홍콩 입법회